# Atari Football
Atari Football és una màquina recreativa del 1978 per a dos jugadors. Va ser desenvolupat i publicat per Atari, Inc.. En aquest joc, l'esport del futbol americà està emulat, amb jugadors representats per Xs i Os. El joc va ser un dels jocs d'arcade més populars en el seu moment.(xinès) El 1979, Atari va llançar una versió més desafiant de quatre jugadors programada per Dave Theurer, el creador de Missile Command i Tempest.